# Bylbassiwka
Bylbassiwka (ukrainisch Билбасівка; russisch Былбасовка Bylbassowka) ist eine Siedlung städtischen Typs im Norden der ukrainischen Oblast Donezk mit etwa 6200 Einwohnern (Stand 2014).

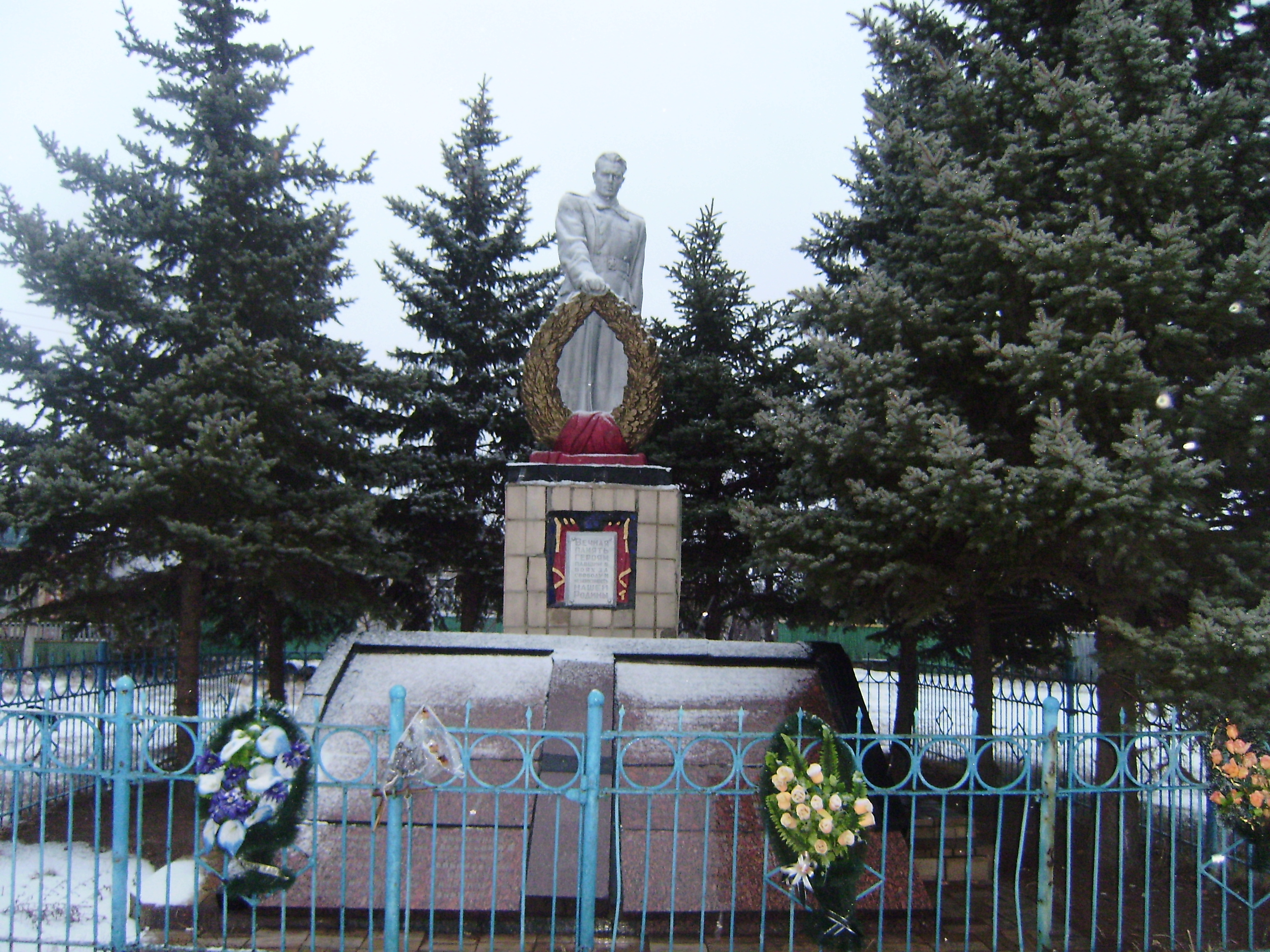
Denkmal im Ort

Bylbassiwka liegt im Rajon Kramatorsk am Ufer des Suchyj Torez und grenzt im Osten an die Stadt Slowjansk. Die 1670 gegründete Ortschaft erhielt am 15. November 1938 den Status einer Siedlung städtischen Typs und befindet sich etwa 120 km nördlich der Oblasthauptstadt Donezk.
Der Ort besitzt eine Bahnstation der Donezka Salisnyzja.
Am 12. Juni 2020 wurde die Siedlung ein Teil der neugegründeten Stadtgemeinde Slowjansk, bis dahin bildete sie zusammen mit dem nördlich liegenden Dorf Torez die gleichnamige Siedlungsratsgemeinde Bylbassiwka (Билбасівська селищна рада/Bylbassiwska selyschtschna rada) im Zentrum des Rajons Slowjansk.
Am 17. Juli 2020 wurde der Ort ein Teil des Rajons Kramatorsk.